# Kornet (blaasinstrument)
Een kornet is een koperen blaasinstrument met drie ventielen, dat afstamt van de posthoorn.

## Benaming
De spelling is kornet, maar  in de praktijk wordt vaak ten onrechte cornet geschreven. Het woord is in het Nederlands in 1599 al geattesteerd als kornet. Het is overgenomen uit het Frans, waar het de verkleinvorm is van corne, afgeleid van het Latijnse cornu, dat zowel een muziekinstrument als een dierenhoorn aanduidt.
De volledige Franse naam cornet à pistons heeft het Nederlandse equivalent klephoorn, maar deze term wordt ook gebruikt voor bugels en voor posthoorns met kleppen.

## Kenmerken
In vergelijking met de bugel is de kornet wat lastiger bespeelbaar door de engere mensuur. De toon van de kornet is hierdoor minder mild dan die van de bugel, maar duidelijk milder dan die van de trompet.
De kornet lijkt veel op de trompet, maar is afgeleid van de posthoorn; cornetta betekent letterlijk "hoorntje". Het verschil is voornamelijk dat de kornet een gemengd cilindrisch-conische boring heeft en de trompet een cilindrische: tussen het mondstuk en de beker wordt de buis van de kornet na een recht deel steeds wijder. Ook is de kornet compacter gebouwd, met wijdere bochten dan de trompet.
De kornet staat overwegend in Bes gestemd, maar A komt ook voor. De sopraan- of sopranokornet is in Es gestemd; deze heeft een hoger bereik en een betere stemming in het hoge register.

## Gebruik
Op de kornet konden solisten als Jean-Baptiste Arban technisch zeer moeilijke stukken uitvoeren en het werd zo een echt showinstrument. Hij wordt ook gebruikt in rock- en popmuziek wegens zijn volle geluid. Ook wordt de kornet bespeeld in dweilorkesten. Toen begin 20e eeuw de jazz als muziekstroming opkwam, kreeg de kornet daar meteen een belangrijke plaats in. Later ebde dat weer weg ten faveure van de trompet. In klassiek repertoire komt ook de kornet in A voor (Stravinsky en Tsjaikovski). Belangrijk is de kornet bij de brassband in Engelse stijl; deze heeft een strikte bezetting met 10 kornetten waarvan 9 in Bes en 1 in Es, op een totale bezetting van 25 koperblazers.

## Bekende kornettisten
| - Joseph G. Anderson (1816-1873) - Maurice André (1933-2012) - Jean-Baptiste Arban (1825-1889) - Matthew Arbuckle (1828-1883) - Louis Armstrong (1901-1971) - Edwin Eugene Bagley (1857-1922) - Ezra Mahon Bagley (1853-1886) - Guillaume Balay (1871-1943) - Giovanni Bassano (1558-1617) - Bix Beiderbecke (1903-1928) - Herman Bellstedt (1858-1926) - Benjamin C. Bent (1848-1897) - William Paris Chambers (1854-1913) - Don Cherry (1936-1995) - Bowen R. Church (1860-1923) - Herbert Lincoln Clarke (1867-1945) - Frank Clermont (1869-1913) - Etta Minor Clermont - Didier De Caluwé - Johan De Win - Walter Emerson - Sjef Ficker (1957-) - Edwin Franko Goldman (1878-1956) - Robert Brown Hall (1858-1907) - William Christopher Handy (1873-1958) - John Hartmann (1830-1897) - John T. Hazel (1865-1948) - Theodor Hoch (1842-1906) - Guy Earl Holmes (1873-1945) - Florence Louise Horne (1890-1956) | - Golds W. Houseley (1877-1906) - William Geary Johnson (1879-1949) - Scott Joplin (1868-1917) - Mabel Keith Leick - Anton H. Knoll jr. - Emile Koenicke - Hermann Koenig - Julius Kosleck (1825-1905) - Bohumir Kryl - Nick LaRocca (1889-1961) - Adrianus Cornelis van Leeuwen (1887-1991) - Jules Levy (1838-1903) - Alessandro Liberati (1847-1927) - Edward B. Llewellyn (1879-1936) - Perry George Lowery (1869-1942) - Julius Maasberg (1873-1949) - Claudio Mandonico (1957-) - Haydn Morris (1891-1965) - Samuel J. Mustol (1885-?) - Keisaku Nagano (1928-2010) - Roy Newsome (1930-) - Carl Nielsen (1865-1931) - Edward B. Nilsen (1935-) - Joe "King" Oliver (1885-1938) - Danny Oosterman (1957-) - Erwin Pallemans - Gregory Pascuzzi (1952-) - Gabriel Parès (1860-1934) - Alwin Peschke (1869-1929) - Julien Pondé - Julien Porret (1896-1979) | - Joseph Potužník - Simon Poulain - Jean Preckher - Eugene C. Ramsdell (1850-1925) - Kitty Rankin - David Wallace Reeves (1838-1900) - William Relton - Samuel Rhodes - Melvin H. Ribble (1870-1964) - Joseph John Richards (1878-1956) - Frederick Joseph Ricketts - William Rimmer - Winfield Scott Ripley (1839-1924) - Ian Robinson - Walter Bowman Rogers (1865-1939) - Thomas H. Rollinson (1844-1928) - Juventino Rosas Cadenas (1868-1894) - David Cobb Rosebrook - Fernand Ruelle - Sam Rydberg - Louis A. Saint-Jacome - Floyd J. Saint Clair (1871-1942) - Louis Schreiber - Roland Forrest Seitz (1867-1946) - Adolphe Sellenick - Frank R. Seltzer (1863-1924) - Henri Senée - Thomas Vowler Short - Frank Simon (1889-1967) | - Claude T. Smith (1932-1987) - Clay Smith (1877-1930) - Henderson Smith - Leonard B. Smith (1915-2002) - Walter F. Smith - Eddy Snijders - Delaware Staigers (1899-1950) - Wim Stas - Allan Street - Charles Wedzell Storm (1877-1965) - Albert C. Sweet (1876-1945) - Edwin Swift (1843-1904) - Minoru Takayama - Geoffroy Tamisier - Robert N. Thompson - Charles Frederick Thiele (1883-1954) - Hale Ascher VanderCook (1864-1949) - Roger Webster - Alfred F. Weldon - Arthur S. Whitcomb - Bram Wiggins - Ernest Samuel Williams (1881-1947) - Henry F. Williams - Klaas van der Woude (1954-) - Roland Wiltgen - Frank Wright (componist) - Wilhelm Wurm - Benjamin Yeo |